# Xylobium foveatum
Xylobium foveatum är en orkidéart som först beskrevs av John Lindley, och fick sitt nu gällande namn av George Nicholson. Xylobium foveatum ingår i släktet Xylobium och familjen orkidéer. Inga underarter finns listade i Catalogue of Life.